# Oya Ayumi
Oya Ayumi (大矢 歩, sinh ngày 8 tháng 11 năm 1994) là một cầu thủ bóng đá nữ người Nhật Bản.

## Đội tuyển bóng đá nữ quốc gia Nhật Bản
Oya Ayumi thi đấu cho đội tuyển bóng đá nữ quốc gia Nhật Bản.

## Thống kê sự nghiệp
| Nhật Bản  | Nhật Bản | Nhật Bản |
| Năm       | Trận     | Bàn      |
| --------- | -------- | -------- |
| 2017      | 8        | 0        |
| Tổng cộng | 8        | 0        |